# Failolo
Failolo är en ort i Amerikanska Samoa (USA).   Den ligger i distriktet Västra distriktet, i den västra delen av landet, 15 km väster om huvudstaden Pago Pago. Failolo ligger 6 meter över havet och antalet invånare är 128.
Terrängen runt Failolo är huvudsakligen kuperad, men åt sydost är den platt. Havet är nära Failolo åt sydväst.  Närmaste större samhälle är Leone, 4,5 km öster om Failolo. 
I omgivningarna runt Failolo växer i huvudsak städsegrön lövskog.